# 福岡江川
福岡江川（ふくおかえがわ）は、埼玉県ふじみ野市を流れる荒川水系新河岸川の支流で、普通河川である。単に江川とも呼ばれる。

## 地理
福岡江川は、埼玉県ふじみ野市亀久保二丁目(旧入間郡大井町大字亀久保)の亀久保神明神社付近の旧上福岡市飛地（現ふじみ野市南台2丁目飛地）の湧水を水源とし、東久保、丸山、駒西、新駒林、駒林を流下し、福岡新田（ふじみ野市運動公園付近）で新河岸川に注ぐ荒川水系の普通河川である。上流部の殆どは暗渠化され、現在は江川緑道として整備されている。暗渠化されていない水宮付近には川底に湧水群が見られ、福岡江川湧水群と呼ばれている。大井中央公民館江川分館（旧江川公民館）にその名が残されている。

## 治水・利水

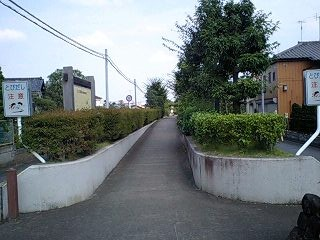
暗渠化され江川緑道と名づけられた福岡江川上流部

江戸時代以前は灌漑の為、田植えの季節に福岡村・福岡新田村・中福岡村の3ヶ村で川を仮に堰止め、水を利用していた。流量が少ないため氾濫はみられなかったが、台風のたびに増水はあった。後に公共下水道雨水幹線となった。1970年代以降、生活排水及び東京エアゾール工業埼玉工場（現在は移転）の工場排水のため水質の汚濁及び悪臭が問題になっていた。1990年代に水宮2番地付近（水天宮橋）から上流が暗渠化され、道路または遊歩道となった。

## 流域の自治体
埼玉県
- ふじみ野市

## 橋梁
下流から記す。
- （福岡江川樋管上部）
- （富士見川越有料道路）
- 谷田橋
- 八幡橋
- （名称不明）
- 水天宮橋
- 湿気橋
- 新田橋
- 土橋
- 新駒橋
- 彦兵衛橋
- 富士見橋
- 江川橋
- 平和橋
- （東武東上線）
- 石塚橋
- （木橋、1975年頃コンクリート化）
- （丸木橋、1990年以前に撤去）
- （木橋）